# Walton, Cambridgeshire
Walton är en stadsdel i Peterborough, i unparished area Peterborough, i distriktet Peterborough, i grevskapet Cambridgeshire i England. Walton var en civil parish 1866–1929 när blev den en del av Peterborough. Civil parish hade 1 118 invånare år 1921.